# Sheffield Shield 2007/08
Der Sheffield Shield 2007/08, aus Gründen des Sponsorings auch Pura Cup 2007/2008, war die 115. Saison des nationalen First-Class-Cricket-Wettbewerbes in Australien. Gewinner war New South Wales, die somit ihren 45. Sheffield Shield gewannen.

## Format
Die Mannschaften spielten in einer Division gegen jede andere jeweils zwei Spiele. Für einen Sieg erhielt ein Team zunächst 6 Punkte, für ein Unentschieden (beide Mannschaften erzielen die gleiche Anzahl an Runs) 3 Punkte. Sollte kein Ergebnis erreicht werden und das Spiel in einem Remis enden zählen die Resultate nach dem ersten Innings. Dabei gibt es zwei Punkte für einen Sieg, und einen Punkt im Falle eines Unentschiedens und keinen im Falle einer Niederlage. Sollte das Spiel nach dem zweiten Innings verloren werden, obwohl das erste Innings gewonnen wurde gibt es zwei Punkte. Des Weiteren ist es möglich das Mannschaften Punkte abgezogen bekommen, wenn sie beispielsweise zu langsam spielen oder der Platz nicht ordnungsgemäß hergerichtet ist. Bei Punktgleichheit wird die Platzierung zuerst nach der Anzahl der Siege und anschließend nach dem Quotient der Runs die Pro Wickets benötigt werden und die man selbst pro Wicket erzielt. Am Ende der Saison spielen die beiden Gruppenersten im Finale den Gewinner des Sheffield Shields aus.

## Resultate
Tabelle
Die Tabelle der Saison nahm Ende die nachfolgende Gestalt an.
| Teams             | Sp. | S | N | U | R | LWF | DWF | DTF | DLF | Ded | Punkte | Q     |
| ----------------- | --- | - | - | - | - | --- | --- | --- | --- | --- | ------ | ----- |
| New South Wales   | 10  | 6 | 0 | 0 | 0 | 0   | 1   | 1   | 2   | 0   | 39     | 1.680 |
| Victoria          | 10  | 6 | 2 | 0 | 0 | 0   | 1   | 1   | 0   | 0   | 39     | 1.208 |
| Western Australia | 10  | 5 | 3 | 0 | 0 | 0   | 1   | 0   | 1   | 0   | 32     | 1.326 |
| Tasmanien         | 10  | 2 | 4 | 0 | 0 | 0   | 2   | 0   | 2   | 0   | 16     | 0.737 |
| South Australia   | 10  | 2 | 5 | 0 | 0 | 2   | 0   | 0   | 1   | 0   | 16     | 0.713 |
| Queensland        | 10  | 1 | 5 | 0 | 0 | 1   | 2   | 0   | 1   | 0   | 12     | 0.705 |

### Spiele
| 12. – 15. Oktober Scorecard | Brisbane | Tasmanien 158 (57.5) & 457-5 (142) | – | Queensland 544-6d (165) |
|                             |          | Remis                              |   |                         |

| 14. – 17. Oktober Scorecard | Adelaide | Victoria 438 (134.1) & 158-4d (45) | – | South Australia 249 (87.1) & 77 (39.5) |
|                             |          | Victoria gewinnt mit 270 Runs      |   |                                        |

| 14. – 17. Oktober Scorecard | Perth | New South Wales 267 (106.5) & 300-3d (89) | – | Western Australia 99 (32.5) & 193 (62.1) |
|                             |       | New South Wales gewinnt mit 275 Runs      |   |                                          |

| 26. – 29. Oktober Scorecard | Sydney | Queensland 467 (126.3) & 398-7d (102) | – | New South Wales 601-8d (142.3) & 34-0 (8) |
|                             |        | Remis                                 |   |                                           |

| 26. – 29. Oktober Scorecard | Melbourne | Western Australia 277 (100.2) & 289-6d (79) | – | Victoria 114 (60.4) & 164 (67.5) |
|                             |           | Western Australia gewinnt mit 288 Runs      |   |                                  |

| 29. Oktober – 1. November Scorecard | Hobart | South Australia 482 (149.5) & 229-7d (64) | – | Tasmanien 363-6d (94) & 349-4 (69.5) |
|                                     |        | Tasmanien gewinnt mit 6 Wickets           |   |                                      |

| 9. – 12. November Scorecard | Melbourne | Tasmanien 235 (107.5) & 169 (55.1)            | – | Victoria 408 (135.2) |
|                             |           | Victoria gewinnt mit einem Innings und 4 Runs |   |                      |

| 9. – 12. November Scorecard | Adelaide | South Australia 178 (70) & 291 (103.1) | – | New South Wales 309 (110.4) & 162-3 (48.2) |
|                             |          | New South Wales gewinnt mit 7 Wickets  |   |                                            |

| 9. – 12. November Scorecard | Perth | Queensland 228 (107.4) & 167 (72.1)                      | – | Western Australia 565-5d (142) |
|                             |       | Western Australia gewinnt mit einem Innings und 170 Runs |   |                                |

| 18. – 21. November Scorecard | Brisbane | Victoria 113 (47.5) & 581-5d (136) | – | Queensland 341 (116) & 77 (31.1) |
|                              |          | Victoria gewinnt mit 276 Runs      |   |                                  |

| 20. – 23. November Scorecard | Sydney | New South Wales 512-7d (130)                          | – | Tasmanien 214 (78.2) & 263 (84.1) (f/o) |
|                              |        | New South Wales gewinnt mit einem Innings und 35 Runs |   |                                         |

| 23. – 25. November Scorecard | Adelaide | Western Australia 236 (73) & 190 (81.2) | – | South Australia 397 (104.4) & 30-1 (4.2) |
|                              |          | South Australia gewinnt mit 9 Wickets   |   |                                          |

| 30. November – 2. Dezember Scorecard | Brisbane | Queensland 308 (81.3) & 137 (52.1)    | – | South Australia 366 (92.2) & 80-4 (19.1) |
|                                      |          | South Australia gewinnt mit 6 Wickets |   |                                          |

| 30. November – 3. Dezember Scorecard | Melbourne | New South Wales 253-9d (86) & 323-7d (103) | – | Victoria 256-8d (96.4) & 117-2 (42) |
|                                      |           | Remis                                      |   |                                     |

| 3. – 6. Dezember Scorecard | Hobart | Western Australia 511-8d (130.2) & 353-2d (94) | – | Tasmanien 343 (117.5) & 75-1 (22) |
|                            |        | Remis                                          |   |                                   |

| 10. – 12. Dezember Scorecard | Hobart | Tasmanien 168 (55.4) & 277 (94.5) | – | Victoria 399 (120.1) & 47-2 (8.2) |
|                              |        | Victoria gewinnt mit 8 Wickets    |   |                                   |

| 14. – 16. Dezember Scorecard | Perth | South Australia 184 (63.4) & 208 (63.2) | – | Western Australia 332 (87) & 61-3 (20) |
|                              |       | Western Australia gewinnt mit 7 Wickets |   |                                        |

| 14. – 17. Dezember Scorecard | Brisbane | New South Wales 438 (123.5) & 209-7d (49.2) | – | Queensland 236 (77.4) & 151 (52.5) |
|                              |          | New South Wales gewinnt mit 260 Runs        |   |                                    |

| 21. – 24. Januar Scorecard | Hobart | Tasmanien 454 (127) & 88-1 (21.3) | – | Queensland 200 (74.2) & 341 (127.1) (f/o) |
|                            |        | Tasmanien gewinnt mit 9 Wickets   |   |                                           |

| 21. – 24. Januar Scorecard | Melbourne | South Australia 320 (89.5) & 244 (80.3) | – | Victoria 301 (89) & 264-6 (82.1) |
|                            |           | Victoria gewinnt mit 4 Wickets          |   |                                  |

| 25. – 28. Januar Scorecard | Sydney | Western Australia 389 (122.3) & 170 (63.5) | – | New South Wales 485 (140.5) & 78-1 (20) |
|                            |        | New South Wales gewinnt mit 9 Wickets      |   |                                         |

| 8. – 11. Februar Scorecard | Adelaide | South Australia 344 (116.2) & 318-9d (88) | – | Tasmanien 383 (116.3) & 232-8 (52) |
|                            |          | Remis                                     |   |                                    |

| 11. – 14. Februar Scorecard | Brisbane | Queensland 310-9d (112) & 156-8d (44) | – | Western Australia 115-2d (33) & 278-9 (79) |
|                             |          | Remis                                 |   |                                            |

| 15. – 18. Februar Scorecard | Sydney | Victoria 394 (114) & 240 (83.2) | – | New South Wales 394 (137.5) & 122-4 (46) |
|                             |        | Remis                           |   |                                          |

| 29. Februar – 3. März Scorecard | Hobart | Tasmanien 398 (136.1) & 283-9d (75.4) | – | New South Wales 298-9d (96) & 153-3 (41) |
|                                 |        | Remis                                 |   |                                          |

| 29. Februar – 3. März Scorecard | Adelaide | South Australia 237 (89.2) & 210 (80.1)         | – | Queensland 456-8d (164.2) |
|                                 |          | Queensland gewinnt mit einem Innings und 9 Runs |   |                           |

| 29. Februar – 3. März Scorecard | Perth | Western Australia 428-9d (117) & 277-5d (71.5) | – | Victoria 251 (78.1) & 334 (95) |
|                                 |       | Western Australia gewinnt mit 120 Runs         |   |                                |

| 7. – 9. März Scorecard | Sydney | South Australia 128 (55.4) & 203 (64.4)                | – | New South Wales 493-7d (149) |
|                        |        | New South Wales gewinnt mit einem Innings und 162 Runs |   |                              |

| 7. – 9. März Scorecard | Melbourne | Queensland 191 (92.5) & 205 (72.5) | – | Victoria 322-9d (92) & 76-4 (20) |
|                        |           | Victoria gewinnt mit 6 Wickets     |   |                                  |

| 7. – 10. März Scorecard | Perth | Western Australia 372 (81) & 318-8d (77.5) | – | Tasmanien 207 (73.5) & 261 (81) |
|                         |       | Western Australia gewinnt mit 222 Runs     |   |                                 |

### Finale
| 13. – 17. März Scorecard | Melbourne | New South Wales 281 (94.1) & 562-8d (165.3) | – | Victoria 216 (71) & 370 (77.3) |
|                          |           | New South Wales gewinnt mit 258 Runs        |   |                                |